# Willie Sutton
William Francis Sutton Jr. (Brooklyn, Nueva York, 30 de junio de 1901 - Spring Hill, 2 de noviembre de 1980), más conocido como Willie Sutton o con los apodos Willy the Actor y Slick Willie, fue un ladrón de bancos estadounidense. Durante sus cuarenta años de carrera como ladrón de guante blanco, robó unos 2 millones de dólares de la época en más de 100 atracos sin nunca haber disparado una sola bala, y la mayor parte del dinero no se llegó a encontrar nunca. Aunque pasó más de la mitad de su vida adulta en prisión, logró fugarse varias veces de varios centros de alta seguridad. Una de sus principales características fue su talento para ejecutar robos disfrazado, ya fuese de carpintero, cartero o policía entre otros, ganando los apodos de actor, astuto o ingenioso Willy. Sutton también es conocido como el origen de la llamada ley Sutton, aunque él negaba ser su causa. J. R. Moehringer, ganador del Premio Pulitzer y autor de la novela Sutton sobre la vida del ladrón, lo definió como «el clásico pícaro embaucador. Nunca sabes si es noble, malvado, o una incómoda mezcla de los dos» y como un «Robin Hood moderno». Su modo de realizar los atracos, vistos como una "forma de arte", con ingenio, disfraces y sin usar la violencia, inspiró la serie La casa de papel.

## Biografía

### Vida personal
Sutton nació en una familia irlandesa-estadounidense el 30 de junio de 1901. Su familia vivía en el cruce de las calles Gold y Nassau en el barrio de Irishtown, ahora llamado Vinegar Hill, de Brooklyn, Estados Unidos. Según su biografía, Where the Money Was (en inglés, Donde estaba el dinero), a la edad de tres años la familia se mudó a High Street. Su padre, William Sutton, era herrero y su madre, Mary Ellen Bowles, fue ama de casa y nació en Maryland. Según el censo de 1910, su abuelo materno, James Bowles, nacido en Irlanda, y sus dos tíos maternos también vivían con la familia. Sutton fue el cuarto de cinco hijos y no asistió a la escuela después del octavo grado.

### Vida como ladrón de bancos
Sutton inició su vida criminal a una edad muy temprana, aunque a lo largo de su carrera como ladrón no llegó a matar a nadie, ni siquiera a disparar las armas de fuego que enfundaba. Fue descrito por el mafioso Donald Frankos como "un tipo pequeño de ojos brillantes, de tan sólo 5 pies 7 pulgadas (1,70 m) y siempre hablando, fumando empedernidamente... cigarrillos con tabaco Bull Durham". Frankos declaró también que Sutton "proporcionó un montón de asesoría legal" a cualquier convicto que estuviese dispuesto a escucharle. Los reclusos consideraban a Sutton como un "anciano sabio" dentro de la población carcelaria. Cuando estuvo encarcelado en The Tombs (Manhattan House of Detention), no tuvo que preocuparse, porque sus amigos de la mafia lo protegían. En una conversación con Donald Frankos, recordaba con tristeza los años veinte y treinta, cuando era más activo en el robo de bancos y siempre les decía a sus compañeros convictos que, en su opinión, durante los días de Al Capone y Charles Luciano, más conocido como Lucky Luciano, los criminales eran más sangrientos. Los gánsteres de la época y muchos presos del crimen organizado encarcelados disfrutaban de tener a Sutton como compañía. Era ingenioso y no era nada violento. Frankos declaró que Sutton hizo que los legendarios ladrones de bancos Jesse James y John Dillinger parecieran aficionados.

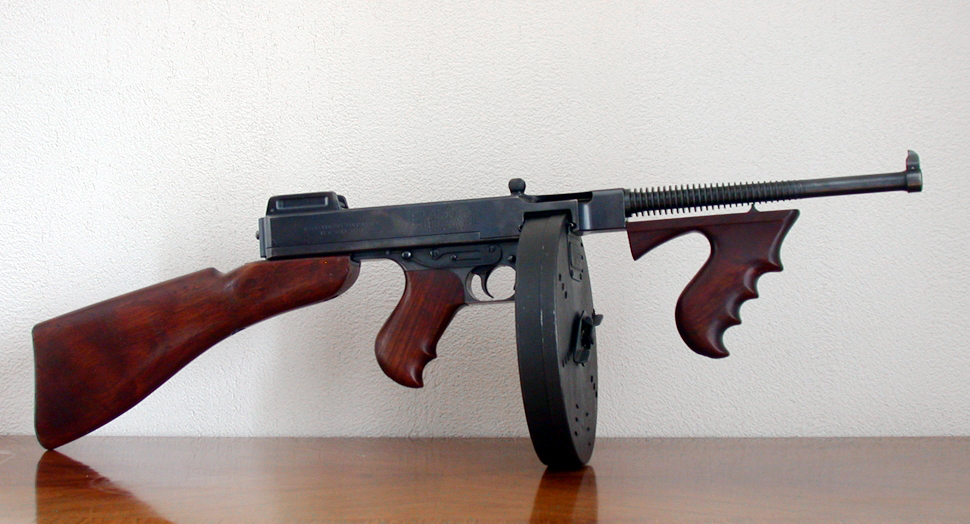
Subfusil Thompson que acostumbrada a usar Sutton, aunque sin llevar munición.

Willie Sutton era un ladrón de bancos consumado, y llegó a ser uno de los fugitivos más buscados por el FBI. Por lo general, llevaba una pistola o un subfusil Thompson. "No se puede robar un banco solo con encanto y personalidad", observó una vez. En una entrevista en Reader's Digest publicada poco antes de su muerte, se le preguntó a Sutton si las armas que usó en sus robos estaban cargadas, a lo que él respondió que nunca llevaba un arma cargada porque alguien podría resultar herido. Les robó a los ricos y se lo quedó, aunque la opinión pública más tarde lo convirtió en una especie de ladrón caballeresco, como Robin Hood. Supuestamente nunca robó un banco cuando una mujer gritaba o un bebé lloraba.

"Estaba más vivo cuando me encontraba dentro de un banco, robándolo, que en cualquier otro momento de mi vida."
Willie Sutton

A medianos de 1931, Sutton ya había logrado atracar 37 bancos gracias a su destreza y a sus disfraces, hasta que fue capturado en junio de ese mismo año, acusado de asalto y robo. Sin embargo, no cumplió su sentencia de 30 años, ya que logró fugarse el 11 de diciembre de 1932 utilizando un arma que consiguió dentro de la prisión mediante contrabando y tomando como rehén a un guardia de la prisión. Con el guardia como escudo humano, Sutton pudo hacerse con una escalera de unos 13 metros que usó para saltar el muro de la prisión, de unos 9 metros de altura.
El 15 de febrero de 1933, Sutton intentó robar el Corn Exchange Bank and Trust Company en Filadelfia, Pensilvania. Actuando como en la mayor parte de sus robos, usó uno de sus característicos disfraces. En este caso, entró disfrazado de cartero, pero un transeúnte frustró el crimen. Sutton se volvió a escapar de la prisión el 15 de enero de 1934, aunque la libertad le duraría poco. Semanas después, el 5 de febrero de 1934, fue arrestado de nuevo y condenado a cumplir entre 25 y 50 años en la Penitenciaría del Estado del Este en Filadelfia, Pensilvania, por el robo con ametralladora del Corn Exchange Bank.

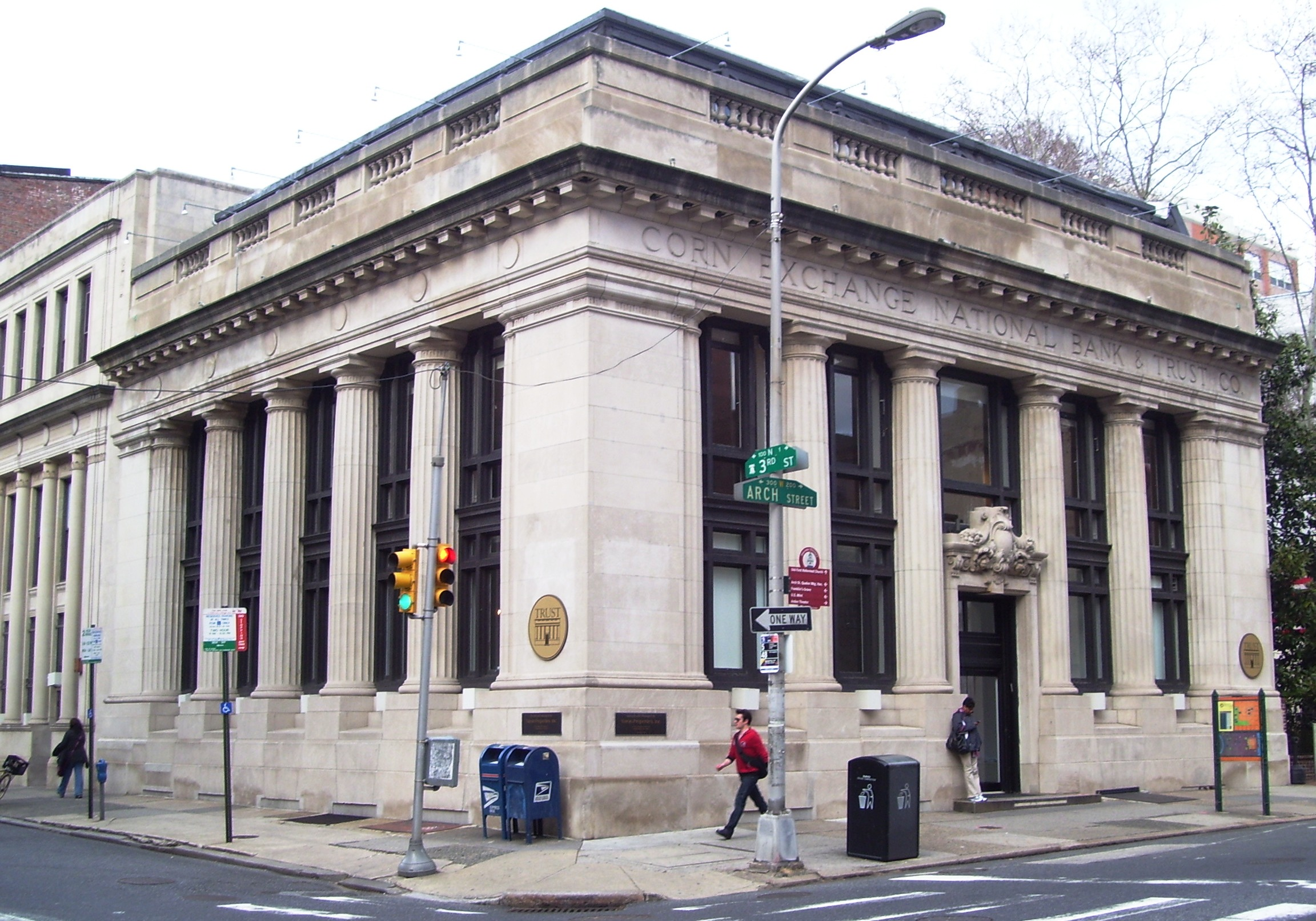
Entrada del Corn Exchange Bank de Filadelfia, donde Sutton fue interceptado en 1933 antes de poder robarlo

El 3 de abril de 1945, Sutton fue uno de los 12 convictos que escaparon de la institución a través de un túnel. Los condenados se abrieron paso hacia el exterior durante las horas del día, por lo que fueron vistos de inmediato por una patrulla policial, que inició la persecución hasta lograr capturarlos a todos, incluido Sutton. Tras su nuevo intento de fuga, esta vez fue condenado a cadena perpetua, trasladado a la prisión del condado de Filadelfia, Pensilvania. Dos años más tarde, el 10 de febrero de 1947, Sutton y otros prisioneros lograron hacerse con uniformes de los guardias y, disfrazados, lograron llevar dos escaleras a través del patio de la prisión hasta la pared después del anochecer, saltaron el muro y, a pesar de que los focos de las torretas de vigilancia los iluminaron tardíamente, no los detuvieron a tiempo.
Durante febrero de 1952, Sutton fue capturado por la policía después de haber sido reconocido y seguido por Arnold Schuster, un vendedor de ropa y detective aficionado de Brooklyn de solo 24 años. Schuster apareció más tarde en la televisión y describió cómo había ayudado a la captura de Sutton. Albert Anastasia, jefe de la mafia de la familia criminal Gambino, criticó a Schuster por "rata" y "chivato". Según el renegado de la mafia y primer informante importante del gobierno, Joe Valachi, Anastasia ordenó el asesinato de Schuster: a tiros y delante de su casa, el 9 de marzo de 1952. Ese mismo año, el juez Peter T. Farrell sentenció a Sutton a una condena de entre 30 y 120 años por el robo de 63.942 dólares de un banco de la Manufacturers Trust Company en Sunnyside, a cumplir en la Prisión Estatal de Attica.

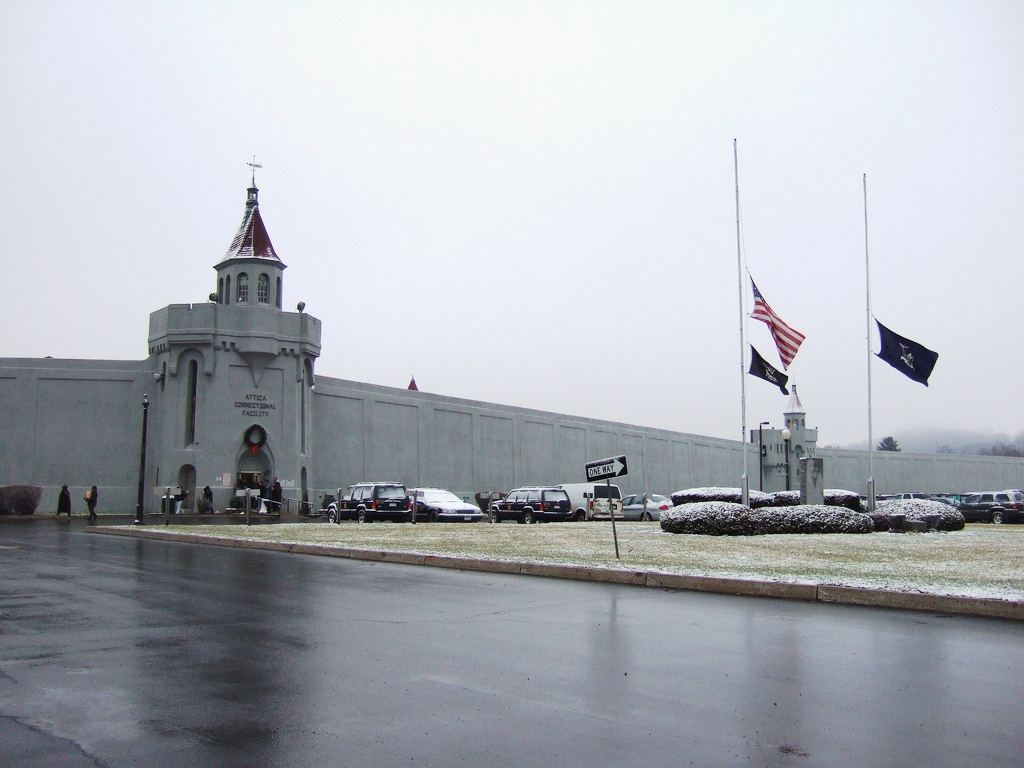
Prisión Estatal de Attica, una de las varias prisiones donde Sutton fue encarcelado

### Vida como consultor de bancos
Durante diciembre de 1969, en respuesta a una moción de los abogados de Sutton, Farrell dictaminó que el buen comportamiento de Sutton en prisión y su salud deteriorada debido a un enfisema pulmonar justificaban la conmutación de su sentencia por tiempo cumplido. En la audiencia, Sutton respondió, entre lágrimas de alegría: "Gracias, señoría. Dios los bendiga", mientras lo sacaban del edificio de la corte. Durante 1970, otra sentencia que tenía de 30 años a cadena perpetua que se le impuso en Brooklyn en 1952 también le fue conmutada por motivos similares, y fue puesto en libertad condicional.
Después de su liberación, Sutton dio conferencias sobre la reforma carcelaria y llegó a ser consultor de bancos sobre técnicas de disuasión de robos. Aprovechando su cambio de modo de vida y la imagen pública que tenía, el New Britain Bank and Trust Company, en Connecticut, lo contrató como imagen de una campaña publicitaria donde promovía la nueva tarjeta de crédito con foto del cliente incrustada.
Sutton murió en 1980 a la edad de 79 años a causa del enfisema pulmonar, tras haber pasado sus últimos años con su hermana en Spring Hill, Florida. Después de la muerte de Sutton, su familia organizó un entierro íntimo en la parcela familiar de Brooklyn.[cita requerida]

## En la cultura popular

### Libros
- 1953, I Willie Sutton, biografía escrita por Quentin Reynolds.
- 1976, Where the Money Was: The Memoirs of a Bank Robber autobiografía. Broadway, ISBN 0767916328
- 2019, Murders, Mysteries, and Misdemeanors in New York, de Robert Walsh. Recopilación del crimen organizado de la ciudad, con Sutton entre otros como protagonistas. America Through Time, ISBN 1634991745
- 2019, Sutton, de J. R. Moehringer. Novela basada en la vida real del atracador de bancos. Hyperion, ISBN 1401323146
  - Versión en español: A plena luz Duomo Editorial, ISBN 9788416261390

### Televisión
- 2011, In the Footsteps of Willie Sutton, documental que sigue la vida del atracador desde sus inicios en Brooklyn.